# Chrám Životodárné Trojice (Moskva)
Chrám Životodárné Trojice ve Starých Čerjomuškách (rusky: Храм Живоначальной Троицы в Старых Черёмушках) je pravoslavný chrám v Akademičeském rajónu Moskvy.

## Historie
Chrám byl postaven na panství Trojickoje-Andrejevo. První zmínka pochází z roku 1732 a je spojena se jménem Alexandra Timofejeviče Rževského, který byl majitelem vesnice Čerjomuški.
Roku 1879 byl chrám přestavěn z darů moskevského obchodníka Štěpána Ivanoviče Tichonova.
Před první světovou válkou byla ke kostelu přistavěna neoklasicistická zvonice.
Roku 1935 byla liturgie v chrámu zakázána a prostory byly využívány pro potřeby průmyslového podniku. Roku 1963 při likvidaci obce a její začlenění do města Moskvy byl chrám definitivně zničen. Na jeho místě bylo vybudováno koupaliště, které brzy zchátralo a proměnilo se v smetiště.
Roku 1997 byla započata obnova chrámu. O rok později se již zde vytvořila farní komunita. Roku 2001 byl schválen konečný návrh chrámu a 29. ledna 2012 proběhlo jeho vysvěcení.